# Skrytěnky
Skrytěnky, též kryptomonády (Cryptophyta, Cryptomonada), jsou jednobuněční eukaryotičtí bičíkovci. Dříve byli řazení do říše Chromista nebo považovaní za eukaryota incertae sedis. Podle nových fylogenetických studií z roku 2019 tvoří spolu s taxony Katablepharida a Palpitomonas samostatnou superskupinu s názvem Cryptista. V roce 2022 byl pro skupinu Cryptista jí sesterský rod Microheliella navržen taxon Pancryptista, který je sesterský rostlinám (Archaeplastida).
Žijí v sladké i slané vodě, v ČR se objevují již časně zjara, kdy se ještě ostatní fytoplankton nestačil pomnožit. V antarktických jezerech mohou tvořit velkou část biomasy; stejně jako v hlubinných oligotrofních jezerech. Známo je celkem asi 20 rodů s 200 druhy.

## Popis
Skrytěnky jsou drobní protisté s dvěma bičíky, jedním kratším a druhým delším. Jsou sice obvykle autotrofní – získávají organické látky fotosyntézou – ale na druhou stranu se mnohé druhy vyživují i heterotrofně pomocí fagocytózy a osmotrofie. K fotosyntéze jim slouží chloroplasty vzniklé sekundární endosymbiózou (pohlcením) jisté ruduchy. Uvnitř chloroplastů bývá pyrenoid a někdy i stigma; navíc jako zbytek po endosymbióze i nukleomorf, čily zakrnělý genom oné červené řasy. Obsahují fotosyntetická barviva chlorofyl a c2, karoteny, xanthofyl alloxanthin a fykobiliny (fykoerythrin nebo fykocyanin). Zásobní látkou je škrob a oleje uložené v cytoplazmě. Rozmnožují se hlavně nepohlavně (dělením buněk), bylo však popsáno i pohlavní rozmnožování.
Některé skrytěnky produkují toxiny, byly zaznamenány i otravy ryb přičítané druhu Cyanomonas americana.

## Systém
Do dříve monotypického kmene Cryptophyta s jedinou třídou Cryptophyceae či do jeho těsné blízkosti byly v poslední době na základě fylogenetických analýz přiřazeny nové skupiny eukaryotních organismů (goniomonády, katablefaridy, palpitomonády, pikomonády, telonemidi a část slunivek (Endohelea)), což si vyžádalo několikerou změnu systému. Protože takto rozšířený kmen již neobsahuje pouze fotoautotrofní organismy, nedoporučuje Thomas Cavalier-Smith používat dosavadní jméno Cryptophyta a navrhuje namísto toho název Cryptista.
Aktuální (2015) klasifikace:
- Podříše Hacrobia Okamoto 2009 ex Cavalier-Smith, 2010
  - Kmen Cryptista Cavalier-Smith, 1989 em. 2015
    - Podkmen Rollomonadia Cavalier-Smith, 2013
      - Nadtřída Cryptomonada Cavalier-Smith, 2004 stat. n. 2015
        - Třída Cryptophyceae  Fritsch, 1927
        - Třída Goniomonadea Cavalier-Smith, 1993 (syn. Cyathomonadea Cavalier-Smith, 1989)

      - Nadtřída Leucocrypta Cavalier-Smith, 2015
        - Třída Leucocryptea Cavalier-Smith, 2004 (monotypická = řád Kathablepharida Cavalier-Smith, 1993)

    - Podkmen Palpitia Cavalier-Smith, 2012
      - Třída Palpitea Cavalier-Smith, 2012

    - Podkmen Corbihelia Cavalier-Smith, 2015
      - Nadtřída Endohelia Cavalier-Smith, 2015
        - Třída Endohelea Cavalier-Smith, 2012

      - Nadtřída Corbistoma Cavalier-Smith, 2015
        - Třída Picomonadea Cavalier-Smith, 2013
        - Třída Telonemea Cavalier-Smith, 1993